# Letnja
Letnja (ukrainisch Летня; russisch Летня, polnisch Letnia) ist ein Dorf im Süden der westukrainischen Oblast Lwiw mit etwa 2700 Einwohnern. Administrativ bildet das Dorf bis 2020 zusammen mit Riwne und Korosnyzja eine Landratsgemeinde, am 12. Juni 2020 wurde e ein Teil der neu gegründeten Siedlungsgemeinde Medenytschi (Меденицька селищна громада/Medenyzka selyschtschna hromada, im Osten des Rajon Drohobytsch, 4 km nördlich von Letnja).

## Geschichte
Das Dorf im Fürstentum Galizien-Wolhynien wurde erstmals in der ersten Hälfte des 13. Jahrhunderts schriftlich erwähnt.
Im Chmelnyzkyj-Aufstand wurde das Basilianerkloster im südlichen Ortsteil Monastyr Letniański zerstört. Der Ort gehörte damals zur Adelsrepublik Polen-Litauen, Woiwodschaft Ruthenien.

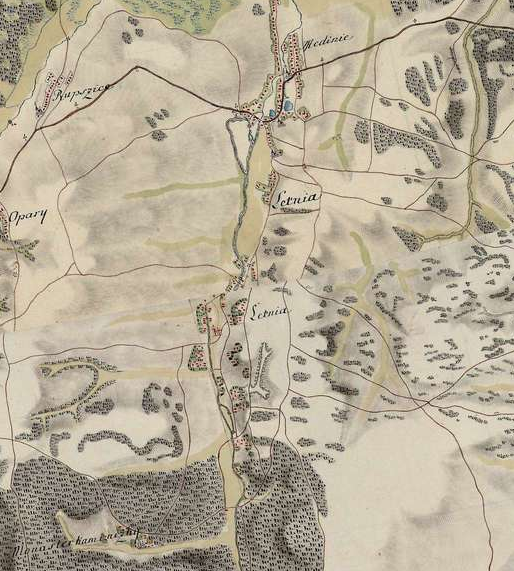
Letnja auf der österreichischen Karte von Friedrich von Mieg (1779–1783)

Bei der Ersten Teilung Polens kam das Dorf 1772 zum neuen Königreich Galizien und Lodomerien des habsburgischen Kaiserreichs (ab 1804). Das ehemalige Land des Basilianerklosters wurde u. a. zur Gründung von einigen der größten deutschen Kolonien in der Josephinischen Kolonisation benutzt (Brigidau, Königsau, Josephsberg).
Im Jahre 1900 hatte die Gemeinde Letnia 532 Häuser mit 2816 Einwohnern, davon waren 1991 Ruthenischsprachige, 682 Polnischsprachige, 143 Deutschsprachige, 1944 griechisch-katholisch, 655 römisch-katholisch, 81 jüdischer Religion, 136 anderen Glaubens.
Nach dem Ende des Polnisch-Ukrainischen Kriegs 1919 kam Letnja zu Polen. Im Jahre 1921 hatte die Gemeinde 605 Häuser mit 2835 Einwohnern, davon waren 1400 Ruthenen, 1379 Polen, 43 Deutsche, 13 Juden (Nationalität), 1929 griechisch-katholisch, 783 römisch-katholisch, 70 evangelisch, 53 jüdischer Religion. 1937 zählte die helvetische Filialgemeinde von Korośnica (Josefsberg) in Letnia 94 Seelen.
Im Zweiten Weltkrieg gehörte das Dorf nach der sowjetischen Besetzung Ostpolens zunächst zur Sowjetunion und ab 1941 zum Generalgouvernement. Ab 1945 lag es erneut in der Sowjetunion und nach deren Zerfall 1991 in der
unabhängigen Ukraine.

## Persönlichkeiten
- Hryhorij Komar (* 1976), ukrainisch griechisch-katholischer Geistlicher, Apostolischer Administrator des Apostolischen Exarchats Italien